# James Herbert Brennan
J. H. Brennan (Irlanda, 5 de julio de 1940 - Irlanda, 1 de enero de 2024) fue un escritor de literatura fantástica y ocultismo irlandés. Comenzó su carrera como periodista a la edad de 18 años. A los 24 se convirtió en el editor periodístico más joven de su país. Ha mostrado gran interés en el ocultismo. Residió en Irlanda ( en un monasterio rehabilitado) hasta su fallecimiento el 6 de enero de 2024, dedicándose plenamente a su carrera como escritor.

## El Portal de los Elfos
El libro "El portal de los elfos" es el primer libro de una trilogía, seguida por El Emperador Púrpura , El Reino en peligro y La fiebre del Tiempo. La historia comienza con un niño llamado Henry, que tiene más o menos catorce años.Él trabaja, limpiándole la casa, al señor Fogarty, antiguo atracador de bancos. En una de las ocasiones en las que está limpiando el cobertizo se encuentra una especie de mariposa, que en realidad es un elfo. Se llama Pyrgus y es un elfo de la luz (elfo bueno), príncipe heredero de su mundo. Pyrgus tiene que huir de su país porque se ha metido en varios líos con los elfos de la noche (elfos malos). Para eso utiliza un portal que solo la familia real puede utilizar. Pero en su transportación Pyrgus tiene problemas, ya que ha habido un sabotaje y además tiene veneno en la sangre que lo matara en tan solo unos días, y le pide a Henry y al señor Fogarty que le ayuden a regresar al país de los elfos. Ellos acceden pero no les es fácil. Pyrgus y Henry tienen que entrar en el colegio, de este último, a robar el material necesario para construir el portal. Cuando lo consguen Pyrgus se va sin saber que todavía le falta una pieza por poner al señor Fogarty, que es la que controla en que portal vas a salir, y en vez de ir al país de los elfos va a Hael, el infierno, allí lo están esperando los demonios para matarlo. Mientras tanto Henry y el señor Fogarty van al país de los elfos. Allí Henry conoce a Blue, la hermana de Pyrgus. Los dos idean un plan, al enterarse de que Pyrgus está en el infierno. Se enteran porque, el señor Fogarty mata al padre de Pyrgus y de Blue, ya que está poseído por un demonio, y ellos lo descubren antes de que maten al señor Fogarty. Interrogan al demonio y se lo sacan. Su plan es convocar a Pyrgus, como si fueran un demonio, para que salga del infierno y vuelva al castillo púrpura. Su plan sale bien y Blue le inyecta a tiempo el antídoto para curar a Pyrgus.Todo se acaba y después de eso coronan a Pyrgus como nuevo Emperador Púrpura, y Henry vuelve a su casa, donde su madre le ha puesto los cuernos a su padre con su secretaria Anaïs y ahora su padre ya no vive con ellos.